# Allium sacculiferum
Allium sacculiferum là một loài thực vật có hoa trong họ Amaryllidaceae. Loài này được Maxim. mô tả khoa học đầu tiên năm 1859.